# Bro Naoned
Bro Naoned és un dels nou broioù (països) en què és dividida la Bretanya històrica. Està situat la major part al departament d'Illa i Vilaine i la llengua nacional és el gallo. Està format per 237 municipis en una superfície de 7.352 km² i una població segons el cens del 1999 d'1.149.432.
- Besné
- Blain
- Bouée
- Bouguenais
- Bouvron
- Campbon
- Carquefou
- Casson
- Cordemais
- Couëron
- Crossac
- Donges
- Drefféac
- Fay-de-Bretagne
- Fégréac
- Grandchamps-des-Fontaines
- Guenrouet
- Héric
- Indre
- La Chapelle-Launay
- La Chapelle-sur-Erdre
- La Chevallerais
- La Grigonnais
- La Montagne
- Lavau-sur-Loire
- Le Gâvre
- Le Pellerin
- Le Temple-de-Bretagne
- Malville
- Mauves-sur-Loire
- Missillac
- Nantes
- Nort-sur-Erdre
- Notre-Dame-des-Landes
- Nozay
- Orvault
- Petit-Mars
- Plessé
- Pontchâteau
- Prinquiau
- Puceul
- Quilly
- Rezé
- Saffré
- Sainte-Anne-sur-Brivet
- Sainte-Luce-sur-Loire
- Sainte-Reine-de-Bretagne
- Saint-Étienne-de-Montluc
- Saint-Gildas-des-Bois
- Saint-Herblain
- Saint-Jean-de-Boiseau
- Saint-Mars-du-Désert
- Sautron
- Savenay
- Sévérac
- Sucé-sur-Erdre
- Thouaré-sur-Loire
- Treillières
- Vay
- Vigneux-de-Bretagne